# 有鄰館

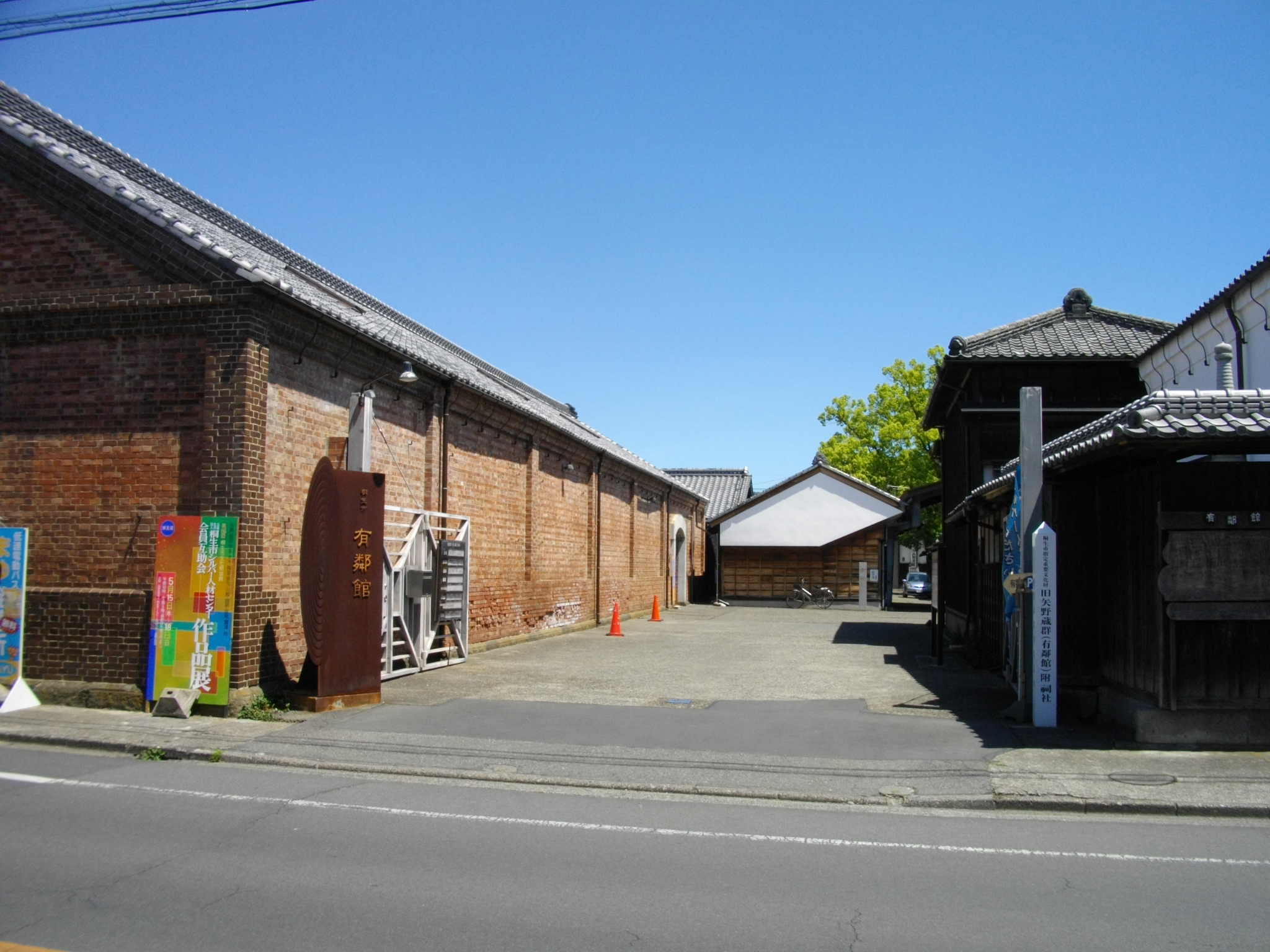
有鄰館

有鄰館（ゆうりんかん）は、群馬県桐生市本町2丁目にある倉庫群である。

## 概要
矢野商店によって醸造業が営まれていた全11棟の建築物で、煉瓦蔵・塩蔵・味噌醤油蔵・酒蔵・穀蔵など10棟が旧矢野蔵群として桐生市指定重要文化財となっている。多目的催事会場として、講演会・展覧会・演奏会などに利用され、文化活動の拠点となっている。ビール蔵では桐生からくり人形芝居保存会による桐生からくり人形芝居を上演（毎月、第１・第３土曜日）している。

## 歴史
- 1717年（享保2年） - 近江商人・矢野久佐衛門が桐生に移住する。
- 1749年（寛延2年） - 二代目久左衛門が現在地に矢野商店を構える。
- 1992年（平成4年） - 桐生市が矢野蔵群を借り入れ、有鄰館運営委員会が発足する。
- 1994年（平成6年） - 桐生市に寄贈する。桐生市指定重要文化財となる。
- 2002年（平成14年） - ビール蔵に「桐生からくり人形芝居館」を開設する。

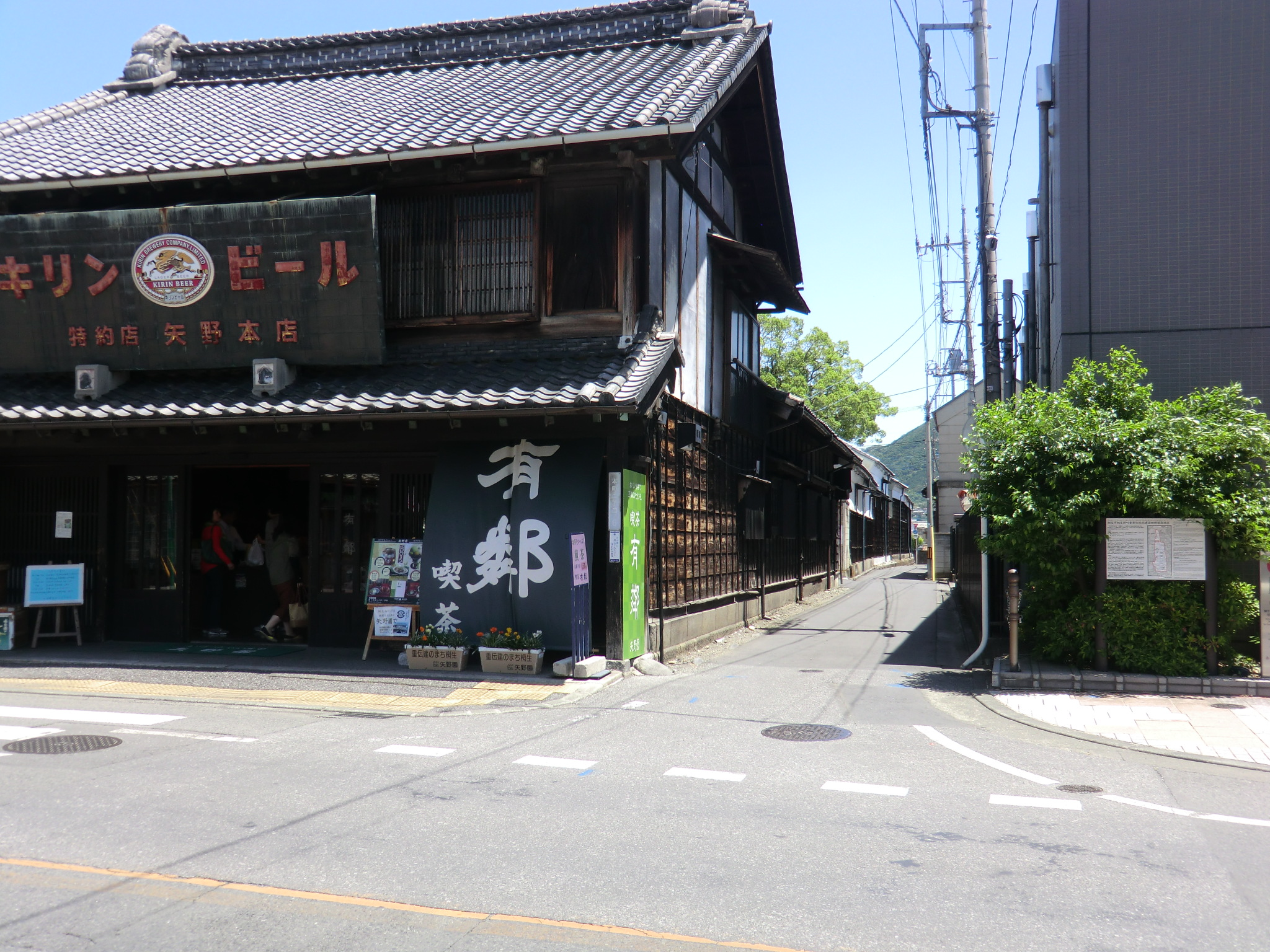
矢野園
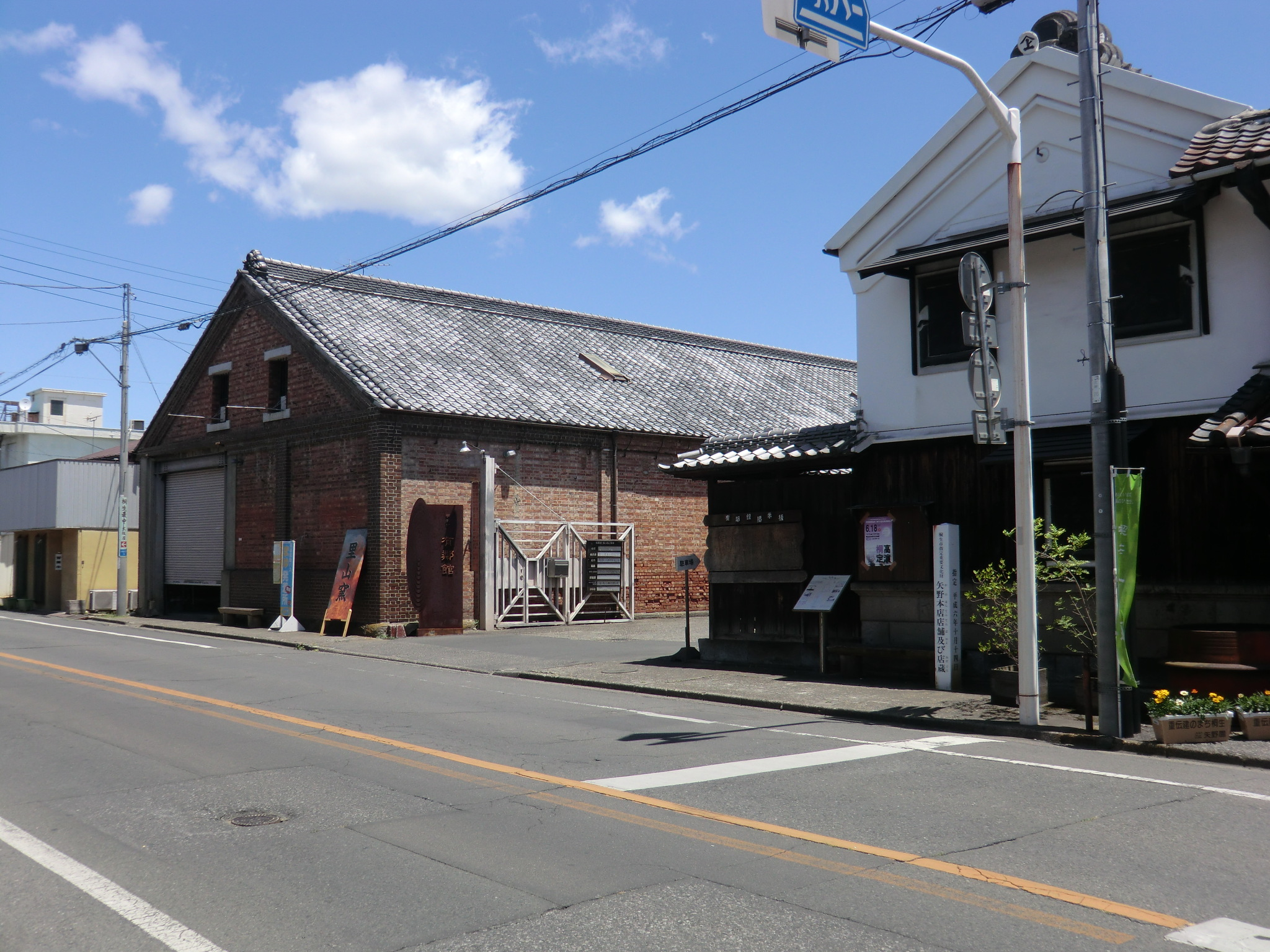
店蔵
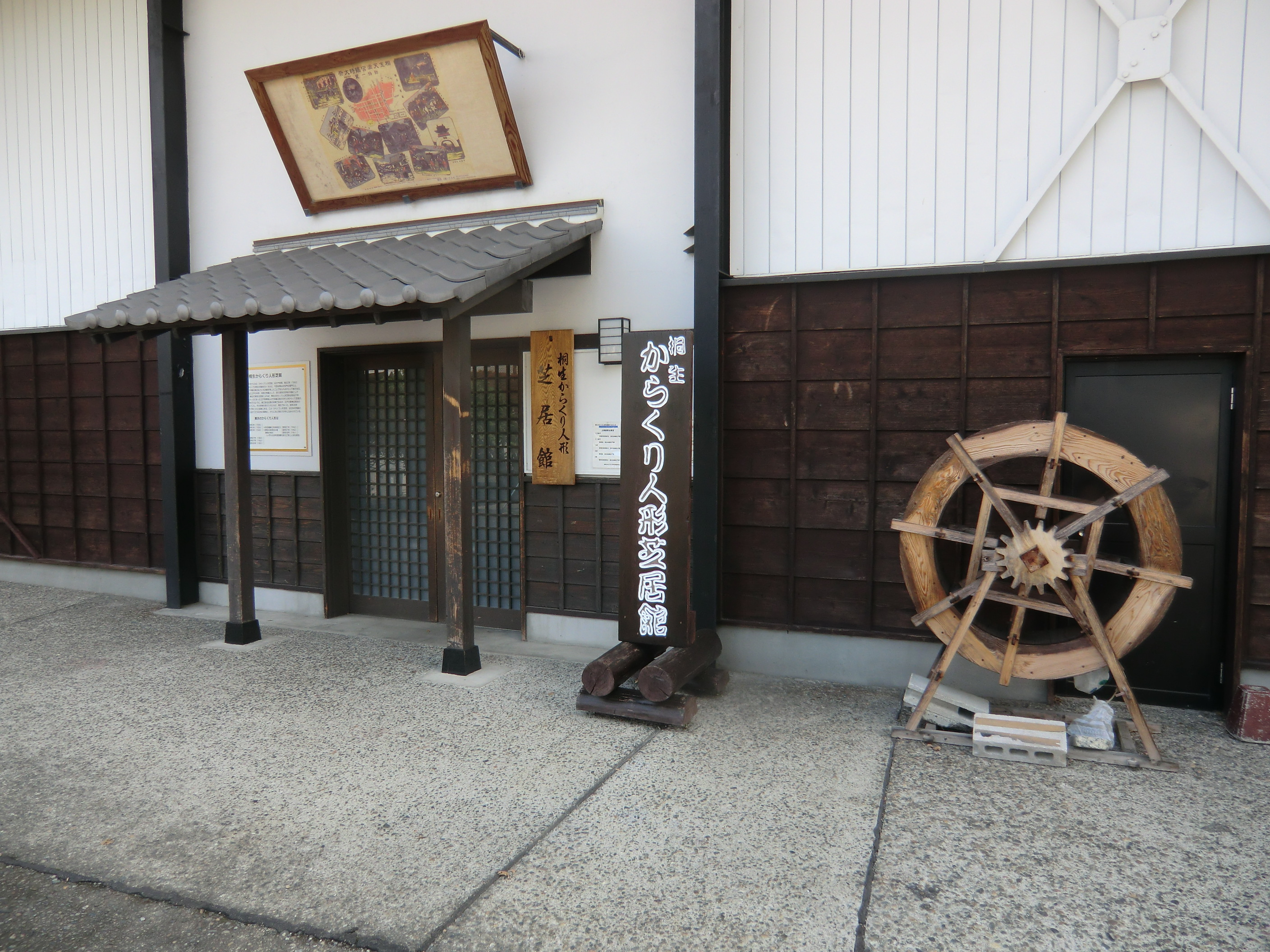
ビール蔵（桐生からくり人形芝居館）